# San Raffaele
A San Raffele egy milánói reneszánsz stílusban épült templom. A város központjából, a Piazza del Duomóból nyíló Via San Raffaelében áll. Régi középkori alapokon 1575-ben épült. A homlokzat alsó részének domborművei Pellegrino Tibalditól és Galeazzo Alessitől származnak. A felső rész újabb építésű, Cesabianchi tervezte 1891-ben. A templom nevezetessége néhány értékes, nagyrészt a 17. századból származó festmény. A templombelső barokk kialakítású.